# كوت (مبنى)
الكوت هو مبنى يستخدم للدفاع ويتم فيه خزن الأسلحة والتموين ويجب أن يقع بقرب ماء سواء كان ذلك ماء البحر أو النهر أو ماء مستنقع، ثم أصبح الاسم يطلق على القرية بكاملها إن بنيت في مثل ذلك الموقع، وفي ذلك الصدد يقول الشيخ يوسف بن عيسى القناعي «إن الكويت هو البيت المربع الذي يبنى على شاكلة القلعة تحيط به دور الفلاحين وقد يحيط بالقرية سور أو لا يحاط بها».